# West Indies Cricket Team in Pakistan in der Saison 1985/86
Die Tour des West Indies Cricket Teams nach Pakistan in der Saison 1985/86 fand vom 27. November bis zum 6. Dezember 1985 statt. Die internationale Cricket-Tour war Bestandteil der Internationalen Cricket-Saison 1985/86 und umfasste und fünf ODIs. Die West Indies gewannen die Serie 3–2.

## Vorgeschichte
Beide Mannschaften bestritten zuvor ein Drei-Nationen-Turnier in den vereinigten Arabischen Emiraten.
Das letzte Aufeinandertreffen der beiden Mannschaften fand in der Saison 1980/81 in Pakistan statt.

## Stadien
Die folgenden Stadien wurden für die Tour als Austragungsort vorgesehen.
| Stadion            | Stadt      | Kapazität | Spiele |
| ------------------ | ---------- | --------- | ------ |
| Jinnah Stadium     | Gujranwala | 40.000    | 1. ODI |
| National Stadium   | Karachi    | 34.228    | 5. ODI |
| Gaddafi Stadium    | Lahore     | 60.000    | 2. ODI |
| Arbab Niaz Stadium | Peshawar   | 20.000    | 3. ODI |
| Pindi Club Ground  | Rawalpindi | 15.000    | 4. ODI |

## Kaderlisten
| ODI | ODI |
| Pakistan | West Indies |
| --- | --- |
| - Abdul Razzaq - Imran Khan - Javed Miandad - Mohsin Kamal - Mohsin Kamal - Mudassar Nazar - Qasim Umar - Rameez Raja - Saleem Malik - Saleem Yousuf - Shoaib Mohammad - Tauseef Ahmed - Wasim Akram - Zakir Khan - Zulqarnain | - Jeff Dujon - Joel Garner - Larry Gomes - Tony Gray - Roger Harper - Desmond Haynes - Michael Holding - Gus Logie - Malcolm Marshall - Viv Richards - Richie Richardson - Courtney Walsh |

## One-Day Internationals

### Erstes ODI in Gujranwala
| 27. November Scorecard | Gujranwala | Pakistan 218-5 (40/40)            | – | West Indies 224-2 (35.3/40) |
|                        |            | West Indies gewinnt mit 8 Wickets |   |                             |

### Zweites ODI in Lahore
| 29. November Scorecard | Lahore | West Indies 173 (36.2/40)      | – | Pakistan 175-4 (38.3/40) |
|                        |        | Pakistan gewinnt mit 6 Wickets |   |                          |

### Drittes ODI in Peshawar
| 2. Dezember Scorecard | Peshawar | West Indies 201-5 (40/40)       | – | Pakistan 161 (39.3/40) |
|                       |          | West Indies gewinnt mit 40 Runs |   |                        |

### Viertes ODI in Rawalpindi
| 4. Dezember Scorecard | Rawalpindi | West Indies 199-8 (40/40)      | – | Pakistan 203-5 (39.1/40) |
|                       |            | Pakistan gewinnt mit 5 Wickets |   |                          |

### Fünftes ODI in Karachi
| 6. Dezember Scorecard | Karachi | Pakistan 127-7 (38/40)            | – | West Indies 128-2 (34.1/40) |
|                       |         | West Indies gewinnt mit 8 Wickets |   |                             |